# Jagodne Małe
Jagodne Małe (niem. Klein Jagodnen, od 1938 r. Kleinkrösten) – osada w Polsce położona w województwie warmińsko-mazurskim, w powiecie giżyckim, w gminie Miłki. W latach 1975–1998 miejscowość administracyjnie należała do województwa suwalskiego.

## Historia wsi
Wieś Jagodne Małe powstała w 1554 dzięki nadaniu księcia Albrechta 42 włók lasu staroście leckiemu (giżyckiemu) Jerzemu Kroście.
W latach 1663–1669 Jagodne dzierżawił Zbigniew Morsztyn, przedstawiciel braci polskich w Prusach, który był też użytkownikiem folwarku w Rudówce, położonej po drugiej stronie Jeziora Jagodne, dalej za wsią Prażmowo. Na początku XX w. właścicielem majątku o powierzchni 1054 ha był Rudolf Iwan, którego zniszczone mauzoleum znajduje się na południe od majątku, w lesie nad brzegiem Jeziora Jagodne. Przed 1945 we wsi była cegielnia. Szkoła powstała tu w 1927, która funkcjonowała także po II wojnie światowej do 1972. W szkole tej pracował jeden nauczyciel. Podczas akcji germanizacyjnej nazw miejscowych i fizjograficznych historyczna nazwa niemiecka Klein Jagodnen została w 1938 r. zastąpiona przez administrację nazistowską sztuczną formą Kleinkrösten. W 1939 wieś liczyła 148 mieszkańców.
Klasycystyczny dwór z połowy XIX W. otoczony zdziczałym parkiem, w którym rośnie pomnikowy klon. Po 1945 Jagodne Małe użytkowane było jako PGR. Następnie właścicielem opuszczonego dworu i parku był "Polmos" Białystok, a pozostałej części majątku osoba fizyczna, która znajdującą się nad brzegiem jeziora gorzelnię adaptowała na drugi dwór.
Obecnie (od roku 2012) właścicielem dworu i otaczającego go parku jest historyk i macenas sztuki, który dokonuje rewitalizacji posiadłości.